# Маркович-Казе, Нина
Нина Маркович-Казе (серб. Нина Марковић Казе, англ. Nina Marković Khaze; 20 июля 1983, Белград, СФРЮ) — сербский ученый, политолог, журналист и поэт, живет и работает в Сиднее. Она является автором научных и профессиональных работ, рецензий, статей и сборников стихов, которые были опубликованы на итальянском, английском и немецком языках, помимо сербского.

## Биография
Нина Маркович Казе родилась в столице Сербии, где выросла и получила начальное образование. Она живет в Австралии с 1999 года и окончила среднюю школу в Перте. На «пятом континенте» она получила степень магистра дипломатии и итальянского языка, а затем и степень доктора политических наук в Австралийском национальном университете. Темой ее диссертации был «Исторический срез дипломатических отношений между Сербией и Европейским Союзом». Кроме того, она опубликовала более сотни политологических и профессиональных работ, обзоров и статей, а также два многоязычных сборника стихов, которые пишет с детства.
Она была старшим научным сотрудником по Европе и Ближнему Востоку в Федеральном парламенте Австралии, делегатом парламента от тихоокеанских государств и президентом Ассоциации европейских исследований Австралии и Новой Зеландии, а в настоящее время является адъюнкт-профессором Кафедры исследований безопасности и криминологии Университета Маккуори в Сиднее, директором по коммуникациям в юридической иммиграционной фирме, журналистом сербскоязычной программы государственного SBS Radio и членом Исполнительного комитета Австралазийской ассоциации для коммунистические и посткоммунистические исследования.
Она является одним из основателей и членом совета директоров Сербского совета Австралии (англ. Serbian Council of Australia – SCOFA), политически активной ассоциации сербов в этой стране. В его рамках в 2022 году она провела крупнейший опрос общественного мнения сербской общины. Также она была представителем Совета на встречах с представителями правительства Австралии, местных учреждений и СМИ по важным вопросам, касающимся сербской диаспоры в Австралии.
В 2023 году Нина Маркович-Казе и американский аллерголог и иммунолог доктор Дуглас Джонс (англ.  Douglas H. Jones) основали биотехнологическую компанию Immunity Group Australia, которая стремится найти новые решения для профилактики, диагностики и устранения пищевых аллергий. Она главный редактор журнала Allergies, Immunity & Microbiome News, независимый голос научного сообщества в области аллергологии, иммунологии и исследований микробиома. Она также является членом ассоциации AusBiotech, главного органа биотехнологической отрасли Австралии.